# 翊教女子中学
北平翊教女子中学是位于北京的于1926年秋由陈垣创立的女子中学。
1926年秋，历史学家、教育家陈垣创立翊教女子中学并担任校长，陈仲益担任教务长，该学校因位于位于北京西城内的翊教寺而得名。1928年秋季，翊教女中因学生增加增设班次，添设高中普通科、师范科，成为完整的初、高中三三制女子中学。1929年秋季，翊教女子中学迁至前门内顺城街原中国大学故址，1930年又迁至煤渣胡同三号为新校址。1931年，翊教女中迁西单北堂子胡同。中华人民共和国成立后，翊教女子中学与其他中学合并。 
女作家林海音于1933年春明女中初中毕业后，在这里读高中，中途转入成舍我创办的“北平新闻专科学校”。日治时期著名影星李香兰（又名潘淑华，日本名山口淑子）曾就讀此校，1937年毕业。